# さとうあい (シンガーソングライター)
さとう あいは、日本の女性シンガーソングライター。埼玉県出身、血液型B型。

## 来歴
幼少からエレクトーンを始める。

学生時代にクラリネット、トロンボーンをそれぞれ3年間習得。

同時期、ヤマハ目黒センターエレクトーンポピュラーコースに在籍し、ヤマハが主催する様々なコンクールに出場。
高校卒業後、作詞、作曲を始め、2006年からあおい名義でシンガーソングライターとしての活動を開始。
自主製作CDを2枚発表した後、サウンドプロデューサーの荒木類と共に制作したアルバム『Warp』にてインディーズレーベルよりCDデビュー。
2007年9月、坂本龍一のラジオ番組『RADIO SAKAMOTO』（J-WAVE）にて、同氏にピックアップされる。

リリースに伴い、Tea for two Records恵比寿店、また東京都、神奈川県を中心としたタリーズコーヒーにてインストアイベントを行った。
ニッポン放送『Suono Dolce』、三菱電線工業コンサートに出演。
2011年本名であるさとうあいへ改名。

さとうあいとして初のミニアルバム『からっぽのせかい』をインディーズレーベルNautilus Recordsよりリリース。
2012年10月、音楽制作チームayorii（アヨリィ）を結成。

同年12月24日、ayorii名義でクリスマス限定シングル「Singer Song Winter」をリリースし、反響を呼ぶ。

## ディスコグラフィー

### さとうあい名義

#### ミニアルバム
1. からっぽのせかい（2011年11月11日）

### あおい名義

#### マキシシングル
1. 街角アンブレラ（2007年5月13日）

#### DVD
1. aoing（2009年12月20日）
2. インディーズのへそ003（2010年8月6日）

#### アルバム
1. Warp（2009年11月6日）

#### ミニアルバム
1. mirage blue（2006年10月16日）

### ayorii名義

#### マキシシングル
1. Singer Song Winter（2012年12月24日）